# Castrovillari
Castrovillari é uma comuna italiana da região da Calábria, província de Cosenza, com cerca de 22.673 habitantes

## Geografia
Estende-se por uma área de 130 km², tendo uma densidade populacional de 174 hab/km².
Faz fronteira com Altomonte, Cassano allo Ionio, Cerchiara di Calabria, Chiaromonte (PZ), Civita, Frascineto, Morano Calabro, San Basile, San Lorenzo Bellizzi, San Lorenzo del Vallo, Saracena, Spezzano Albanese, Terranova di Pollino (PZ).

## Demografia
| Variação demográfica do município entre 1861 e 2011                               |
|                                                                                   |
| Fonte: Istituto Nazionale di Statistica (ISTAT) - Elaboração gráfica da Wikipedia |